# Disautel Pass
Der Disautel Pass (3.252 ft (991 m) hoch) ist ein Gebirgspass im US-Bundesstaat Washington.
Er wird von der Washington State Route 155 zwischen Grand Coulee und Omak gequert und liegt in der Colville Indian Reservation etwa 12 mi (19 km) nordwestlich der Colville Indian Agency.